# Vojašnica Stanislava Požarja
Vojašnica Stanislava Požarja je ena najmlajših vojašnic Slovenske vojske, saj je bila zgrajena leta 1996. Sama vojašnica se nahaja ob cesti Postojna-Jelšane.
Vojašnica Pivka je dom trenutno edine oklepne enote Slovenske vojske - 45. oklepnega bataljona. V bližini (15 km) se nahaja tudi osrednje vadišče SV Poček.
Od leta 2006 se v vojašnici nahajajo konzervirani tanki T55-S, ki so delovali v sestavi 74. oklepno-mehaniziranega bataljona.